# Âtman
L'âtman (sanskrit IAST ; devanāgarī : आत्मन् ; pali : attā ; « souffle, principe de vie, âme, Soi, essence ») est un concept de la philosophie indienne āstika. Ce terme a le sens de pure conscience d'être ou de pur « je suis », et désigne traditionnellement le vrai Soi, par opposition à l'ego (ahaṃkāra). Cependant dans l'hindouisme, il peut avoir aussi d'autres significations comme :
- le principe essentiel à partir duquel s'organise tout être vivant (cf. brahman) ;
- l'être central au-dessus ou en deçà de la nature extérieure telle que nous pouvons l'appréhender, calme, inaffecté par les mouvements de la nature intérieure du jīva, mais soutenant leur évolution respective, tout en ne s'y mêlant pas ;
- le souffle vital (prāṇa et vāyu)[N 2].

## Vedānta
En tant que conscience absolue ou conscience pure, l'ātman est aussi le Brahman dans le Vedānta et particulièrement l'Advaita Vedānta. La nature de l'ātman est identique à celle du Brahman à savoir : être absolu et éternel, conscience absolue, pur Je Suis Cela (Cela signifiant l'Âme universelle, le Brahman, qui est le pouvoir qui envahit tout, toute chose et toute créature) et félicité absolue.
Celui qui connaît l'ātman est « l'agent de chaque chose (visvakrt), l'agent du Tout (sarvakarta), le monde est à lui et il est ce monde même ».

## Nyâya
La philosophie hindoue Nyâya considère que prendre l'âtman pour ce qu'il n'est pas est la source des souffrances, et la voie vers la délivrance, c'est la connaissance juste ou « compréhension des choses telles qu'elles sont » pour l'être qui les perçoit ; ainsi, l'ignorance fondamentale, source des afflictions, est « de prendre le non-Soi comme le Soi [âtman] par exemple quand on dit : "Je suis" où l'égarement consiste en égoïté (ahaṃkāra). L'égoïté, c'est la vision de celui qui voit le non-Soi en pensant : "Je suis" ». L'« agrégat d'objet qui est le domaine de l'égoïté » est « le corps, les facultés sensorielles, le mental, les sensations et les pensées ». S'identifier à cet agrégat enchaîne, la libération vient de la connaissance métaphysique de l'âtman qui mène un tel connaisseur à vivre sans désir, sans haine ni aveuglement ; ce connaisseur de l'âtman, qui sait ce qu'il faut éviter et le moyen pour l'éviter, ce qu'il faut conquérir et le moyen pour le conquérir, conçoit ainsi « de la compassion (dayâ) pour tous les êtres », créatures sans connaissance ne sachant éviter le mal ni désirer le bonheur suprême ; la compassion pour tous les êtres de ce connaisseur le mène naturellement à leur enseigner les choses telles qu'il les voit, afin qu'ils sachent et, par ce savoir, écartent ce qu'il faut écarter (l'identification à l'ego transitoire) et gagnent ce qu'il faut gagner (la réalisation du Soi éternel ou âtman, en étant libre de l'attachement aux plaisirs, libre de « la soif envers tous les objets du monde » et de la sorte enfin libre de l'insatisfaction).

## Critique
Le bouddhisme n'admet pas l'existence de l'ātman. Selon la plupart des écoles, il n'existerait aucune entité indépendante et impérissable que l'on puisse appeler le « Soi ». Le terme ātman ne représente qu'une simple désignation dans l'expression d'une vérité conventionnelle (pali : vohāra-vavana) et non quelque chose qui existe réellement. Dans le sens ultime (pali : paramattha), il n'existe que des phénomènes en perpétuelle transformation (cf. skandha).
C'est la non-existence du soi (anātman), la notion complémentaire de l'ātman comprise comme entité et non comme pure conscience, qui est employée pour désigner le non-soi des phénomènes corporels et mentaux (skandha). Le Traité de la porte claire des cent dharmas du mahāyāna (sa : Mahāyāna śatadharma prakāśamukha śāstra ; zh : Dàchéng bǎifǎ míngmén lùn 《大乘百法明门论》) de Vasubandhu est destiné à démontrer ce point essentiel dans la philosophie bouddhiste.
Mais selon la philosophie hindoue Nyâya commentée par Vâtsyâyana, la doctrine de l'anâtman est illogique : car s'il n'y a pas d'âtman (Soi) permanent, il ne peut y avoir de mémorisation possible ; pour qu'il y ait remémoration, il faut un unique connaisseur (l'âtman) qui perçoit maintenant l'objet connu précédemment, « et cela n'est pas possible s'il n'existe qu'une séquence d'événements cognitifs dépourvue d'âtman < permanent > ».
De plus, il y a nécessité d'un âtman (Soi) permanent pour justifier la résurrection (renaissance, « séquence des corps ») et la délivrance des réincarnations : si l'on admet que n'existe qu'« une simple séquence de cognitions momentanées dépourvues d'âtman : il manque un substrat continu à cette résurrection » ; s'il n'y a « qu'une séquence permanente d'expériences cognitives < différentes >, il n'y a pas ce long chemin à parcourir complètement parce qu'il n'y a pas d'entité unique qui puisse le faire » ; et s'il n'y a pas d'entité unique (âtman), « il n'y a rien à libérer de la série des corps ; et la transmigration et la délivrance ne sont plus justifiables ».
Vâtsyâyana considère que la doctrine de l'anâtman nie l'unité de l'être vivant, du Soi ou âtman et ne peut concevoir l'unité du Tout organisé (incarné dans l'être) : « s'il n'y avait qu'une simple séquence d'événements cognitifs, différentes entités seraient possibles < pour un seul être vivant > : toutes les activités des êtres vivants seraient non réunies, non reconnues, indistinctes ».
Dans son ouvrage Hindouisme et bouddhisme, Ananda Coomaraswamy considère que le bouddhisme originel ne nie pas l'existence de l'ātman, d'un principe sans début ni fin, d'un Soi éternel, mais donne à voir ce qui n'est pas l'ātman en déclarant que n'est pas l'ātman les composés éphémères du corps.